# 尖尾棕榈雀
尖尾棕榈雀（学名：Berlepschia rikeri），是雀形目灶鸟科的一种鸟类，属于单型的尖尾棕榈雀属（学名：Berlepschia）。
尖尾棕榈雀体重约37克，翼长约96.1毫米，喙宽度约4.8毫米，喙厚度约6.3毫米，嘴峰长约25毫米，跗蹠长约21毫米，尾长约77.7毫米。
尖尾棕榈雀是留鸟，栖息在森林，它们是食肉动物，主要以昆虫、蜘蛛等陆生无脊椎动物为食。它们分布在哥伦比亚东南部至秘鲁东部，玻利维亚西北部，圭亚那和巴西亚马逊州。